# زبان هندکو
هندکو (هندکو) زبانی‌است که در شمال باختری پنجاب پاکستان از سوی پشتوها و غیرپشتون‌ها بدان سخن رانده می‌شود. هندکو ششمین زبان منطقه‌ای پاکستان است و به زبان‌های لندا وابسته است. جز پشتوها مردمان هندکی افغانستان نیز بدین زبان سخن می‌رانند. گویشوران بدین زبان از تیره‌های چندی‌اند و هندکو وابسته به قومیت ویژه‌ای نیست.
هندکوه زبان مردمان کوه‌نشین کوه‌های هیمالیا شمال هند، شمال پاکستان و کوهای هندوکش شمال شرق افغانستان است. این زبان شاخه‌ای از زبان سانسکریت بوده و دارای ۱۰ میلیون گوینده در افغانستان، پاکستان کشمیر و شمال هند است. گروهی گویند نام این کوه از هندوکش گرفته شده‌است. گروهی دیگر گویند نام این کوه از هند و کوه گرفته شده‌است؛ یعنی مردمان کوهی هند.

## زبان هندکوهی در افغانستان
زبان هندکو زبان خاص مردمان دیگر هندوآریایی افغانستان است. قرن‌ها پیش این زبان گویش باشندگان کوهای هندوکش بود. این زبان تا اکنون ۳۰۰٬۰۰۰ گویشور دارد. پس از اینکه اقوام قوی داخل سرزمین این مردم شدند، باشندگان این کوه‌ها ثروت و زمین‌های خود را از دست داده تا اکنون به شغل‌های سطح پایین مشغولند. اقوام هندکوزبان افغانستان عبارتند از مصلی، وانگ والا، شادی‌باز، جلالی، پیکراغ، گوتانا و شیخ محمدی می‌باشد.

## ارتباط هندکو و فارسی
در زبان هندکو هم هزاران لغت، عبارت و ضرب‌المثل فارسی رایج است. در این زبان هم مثل دیگر زبان‌های بومی پاکستان لغات فارسی یا طی گذشت قرن‌ها با تغییراتی همراه شده‌اند یا عیناً به کار برده می‌شوند. برای نمونه تعدادی از آن‌ها را ذکر می‌کنیم:
در زیورآلات: وزن، آویزه، طلائی، نقری، نوشیروانی، تعویذ، زنجیری، گلوبند، تاج، امام ضامن وغیره
در مراسم ازدواج: نکاح، آیینه بندی، گل پاش، خوانچه سلامی.
ظروف: پیاله، طباخ، غوری، کوزه، دیگ، دیگچه، دسته، سماوار، شمعدان، چراغدان، مجمر، جام، آفتابه، منقل، چای جوش، سرمه دانی، کارگاه، خورجین، سنگ پا، چلو صاف و غیره.
ساختمان: دیوال[دیوار]، ریت[ریگ]، ریگمال، گِل مال، گز، پیمانه، گلکاری، گلکار، دروازه، زنجیر، فرش، چینی خانه، کرسی دار، پرده، میخ، باره دری[بالادری]، چمن، سبزه، گلستان، باغ، باغچه، شاخ[شاخه]، درخت، جنگل، خاک، خاکدان، چوب وغیره.
مذیبی:خدا، نماز، روزه، بزرگ، خانگه، زیارت، پیر، مرید و غیره.
دیگر لغاتی که در محاورات روزمره هندکوزبانان استفاده می‌شوند به هزاران می‌رسد که باز برای نمونه چندتایی ذکر می‌شود: زمین، آسمان، فضا، هوا، طوفان، ستاره، روز، ماه، مهر، گفتگو، ملاقات، آرام، آزاد، شب برات، شب بیداری، آشنا، شناس، آب و تاب، گوشت، سبزی، برادر، خاله، چشم، ابرو، شعله، بلند، بلندی، هفت روزه، ماهانه، ماهنامه، گوشه، گوشه نشین، کفن، گور، گورکند[گورکن]، دربدر، خاک بسر، بیزار، وفادار، بی وفا، بی وفایی، بیخود، بیخودی، سینه زنی، زنجیرزن، شرم، گرم، سرد، شیروان، شیروانی وغیره
برخی ترکیب‌ها: سرخور، درد بی دوا، درد دندان کندن به، شنیده کی بود مانند دیده، دل شکسته، جمال همنشین بر من اثر کرد، جوانامرگ (جوان مرگ)، آمدن به ارادت رفتن به اجازت، خر محض، نان جوین، سنگ و خشت، سگ اصحاب کهف، گربه کشتن روز اول به، زبانزد عالم، پیرزاد وغیره.
همچون دیگر مناطق، منطقه هندکوزبان شعرایی دارد که به فارسی هم شعر سروده‌اند. از جمله: استاد احمد علی سائین پشاوری محمودالحسن کوکب، ملک ناصر علی خان، آقا سید جگر کاظمی، آقا سید رعنا شاه کاظمی، آخوندزاده قمرعلی سرحدی، میرزا رضا حسین همدانی (همه مرحوم)، ناز سیتیّ و آخوندزاده مختار علی نیّر.
جناب مختار علی نیّر از محققین و شعرای هندکو ملقب به بابای هندکو می‌نویسد: هرجا می‌رویم قدم به قدم نام‌ها و لغات و اصطلاحات فارسی پیش از ما حرکت می‌کنند و همین ما را مجبور کرده‌است که بالادستی فارسی را بپذیریم. از جمله نام‌هایی است که در جوار ما هستند و روزانه به کار می‌بریم و بر گرد آن‌ها می‌گردیم. مثلاً: محله، کوچه، چاه، شاهراه، کوچه بسته، کوچه بندی، محلّه دار، رسالدار[مقامی در ارتش صفویان یا افشاریه بوده‌است مثل سرتیپ]، بازار نالبندی[نعلبندی]، دروازه، محله مروی‌ها، محله خداداد و غیره.
واژهای هندکو که اصل آن فارسی است: پیشی (نمازپیشین), دیگر (نماز دیگر)، نماشاں(نماز شام)، کفتاں(نماز خفتن), جانماز (جای نماز) بسترا (بستر) لوچه (آلوچه) وغیره.